# Bruce Hick
Bruce Samuel Hick (Rockhampton, 20 de agosto de 1963) es un deportista australiano que compitió en remo.
Participó en dos Juegos Olímpicos de Verano, obteniendo una medalla de bronce en Atlanta 1996, en la prueba de doble scull ligero, y el séptimo lugar en Sídney 2000, en la misma prueba.
Ganó siete medallas en el Campeonato Mundial de Remo entre los años 1990 y 1999.
En 1994 fue condecorado con la Medalla de la Orden de Australia (OAM).

## Palmarés internacional
| Juegos Olímpicos   | Juegos Olímpicos              | Juegos Olímpicos  | Juegos Olímpicos          |
| Año                | Lugar                         | Medalla           | Prueba                    |
| ------------------ | ----------------------------- | ----------------- | ------------------------- |
| 1996               | Atlanta (Estados Unidos)      | Medalla de bronce | Doble scull ligero        |
| Campeonato Mundial |                               |                   |                           |
| Año                | Lugar                         | Medalla           | Prueba                    |
| 1990               | Tasmania (Australia)          | Medalla de bronce | Cuatro scull ligero       |
| 1991               | Viena (Austria)               | Medalla de oro    | Cuatro scull ligero       |
| 1992               | Montreal (Canadá)             | Medalla de oro    | Doble scull ligero        |
| 1993               | Račice (República Checa)      | Medalla de oro    | Doble scull ligero        |
| 1994               | Indianápolis (Estados Unidos) | Medalla de plata  | Cuatro sin timonel ligero |
| 1995               | Tampere (Finlandia)           | Medalla de bronce | Doble scull ligero        |
| 1999               | St. Catharines (Canadá)       | Medalla de plata  | Doble scull ligero        |